# الرد (تنسی)
الرد، تنسی (به انگلیسی: Allred, Tennessee) یک منطقهٔ مسکونی در ایالات متحده آمریکا است که در تنسی واقع شده‌است.

## خصوصیات
الرد ۲۵۶٫۰۴ متر بالاتر از سطح دریا واقع شده‌است.